# KBP Instrument Design Bureau
JSC Konstruktorskoe Buro Priborostroeniya (KBP) (em russo:  АО «Конструкторское бюро приборостроения», transl. Joint-Stock Company - Instrument Design Bureau) é um fabricante de armas soviético, hoje em dia russo, de equipamento militar e de máquinas para a sua construção, além de produzir equipamentos de alta precisão, equipamentos médicos à laser e armas com o mesmo princípio, armas de assalto, granadas, lança granadas e armas menores. Sua fundação ocorreu no dia 13 de outubro de 1927, na cidade Tula na antiga União Soviética. Arkady Shipunov foi o principal projetista desde 1962 até 2006.

## Catálogo de Produtos

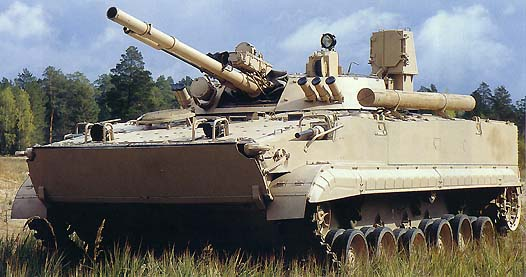
Bmp-3

Os seguintes sistemas, armas e munições listados abaixo são desenhados e produzidos pela KBP Instrument Design Bureau.
- Canhão tipo Gatling AK-630
- Carabina 9A-91
- Sistema de Arma Guiada GWS Hermes
- Míssil antitanque 9K115-2 Metis-M (AT-13 "Saxhorn-2")
- Míssil antitanque 9K121 Vikhr (AT-16 "Scalion")
- Míssil antitanque 9M113 Konkurs (AT-5 "Spandrel")
- Míssil antitanque 9M133 Kornet (AT14 "Spriggan")
- Sistema antiaéreo 9K22 Tunguska (SA-19 "Grison")
- Sistema antiaéreo Pantsir-S1 (SA-22 "Greyhound")
- Fuzil de precisão VSSK Vykhlop
- Fuzil de precisão VSK-94
- Míssil antiaéreo SA-19 Grisom
- Sistema naval antiaéreo Kashtan CIWS
- Projétil 152mm guiado por laser Krasnopol
- Arma tipo Gatling GShG-7.62
- Arma tipo Gatling Yak-B 12.7mm
- Canhão GSh-30-1
- Canhão GSh-30-2
- Canhão GSh-23
- Canhão tipo Gatling GSh-6-23
- Canhão tipo Gatling GSh-6-30
- Submetralhadora PP-90
- Submetralhadora PP-90M1
- Submetralhadora PP-93
- Submetralhadora/PDW PP-2000
- Série "Rys" de Escopeta
- Pistola GSh-18
- Lança-granada 6G-30
- Lança-granada GM-94
- Lança-granada GP-25, GP-30
- Lança-granada AGS-17, AGS-30
- Sistema de proteção ativa Drozd
- Rifle de caça Berkut